# Myrtovité
Myrtovité (Myrtaceae) je čeleď vyšších dvouděložných rostlin z řádu myrtotvaré (Myrtales). Je to velká čeleď, zahrnující přes 4600 druhů ve 131 rodech. Myrtovité jsou dřeviny s jednoduchými celokrajnými listy. Květy mají pravidelné, čtyřčetné nebo pětičetné, se spodním semeníkem a často s množstvím nápadných tyčinek. Čeleď je rozšířena v tropech a subtropech celého světa, nejvíc druhů roste v tropické Americe a Austrálii. V Evropě roste jediný zástupce, středomořská myrta obecná. Mezi myrtovité patří některé užitkové rostliny poskytující ovoce (kvajáva, fejchoa), koření (hřebíček, nové koření) nebo vonné silice (tea tree, eukalypty).

## Popis
Myrtovité jsou keře a stromy se vstřícnými nebo střídavými jednoduchými celokrajnými listy. Borka se často loupe v charakteristických tenkých plátech a šupinách. Listy mají nejčastěji zpeřenou žilnatinu, charakteristickým znakem je přítomnost průsvitných teček na ploše čepele tvořených siličnými žlázkami. Palisty jsou prchavé nebo chybějí.
Květy jsou pravidelné, oboupohlavné, 4 až 5-četné, ve vrcholových nebo úžlabních květenstvích, řidčeji jednotlivé. V květech je přítomna dobře vyvinutá češule. Kališní a korunní lístky jsou volné nebo srostlé, kalich někdy srůstá v kruhovitě nebo nepravidelně pukající číšku. Tyčinek je mnoho. Tyčinky většinou opadávají vcelku spolu s korunou, a to záhy po odkvětu. Semeník je spodní nebo polospodní, srostlý ze 2 až 5 plodolistů, s jedinou čnělkou s hlavatou bliznou. V každém plodolistu je 2 až mnoho vajíček. Plodem je bobule nebo tobolka, vzácně oříšek.

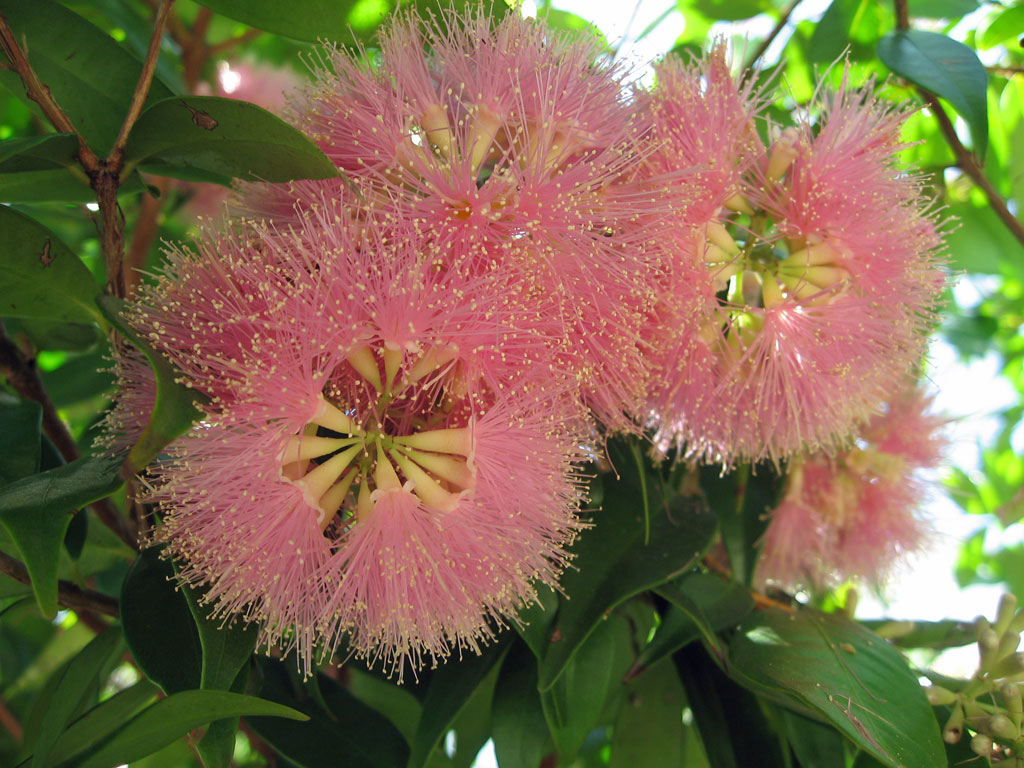
Kvetoucí hřebíčkovec Syzygium luehmannii
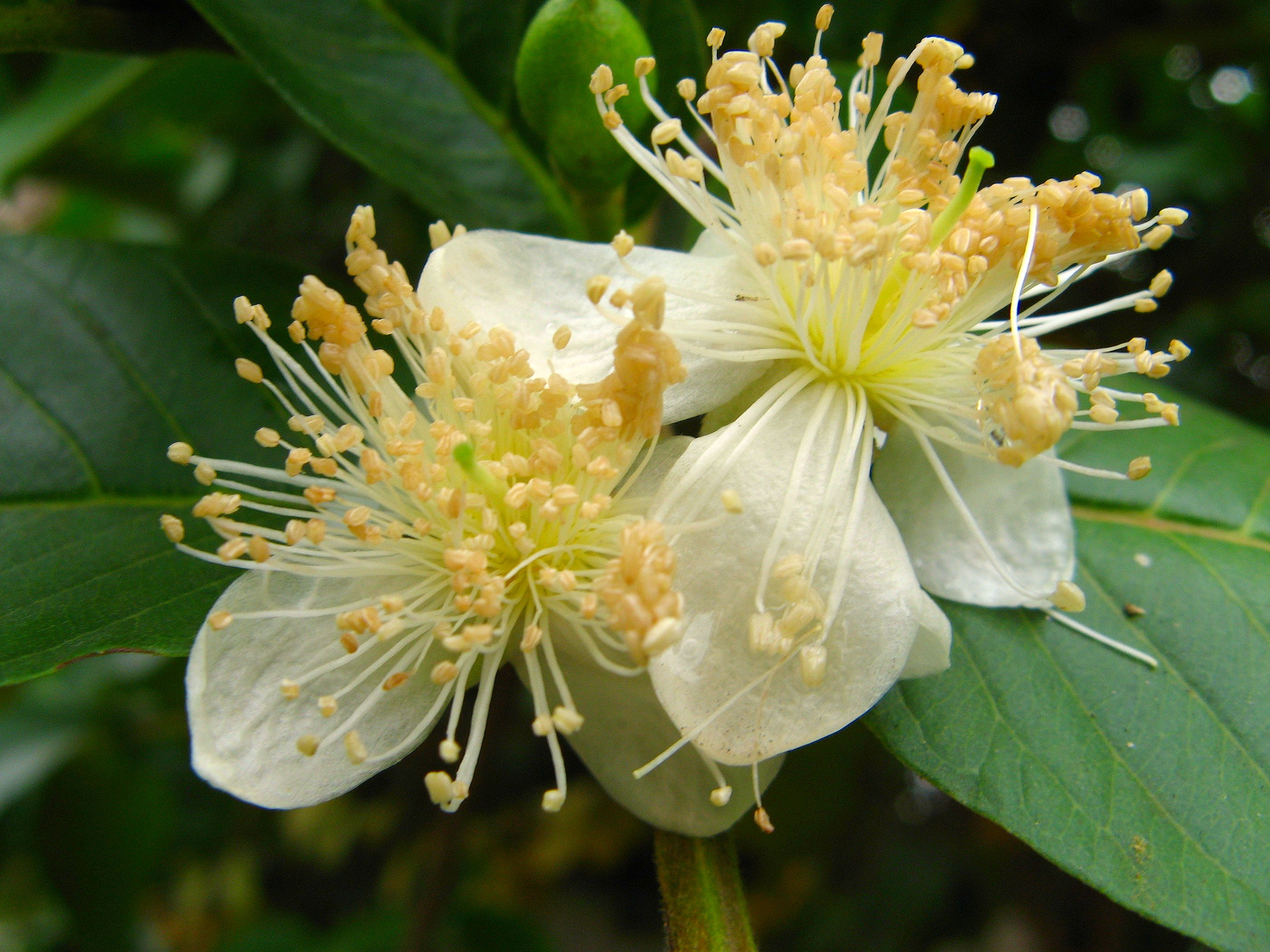
Kvetoucí kvajáva (Psidium guajava)
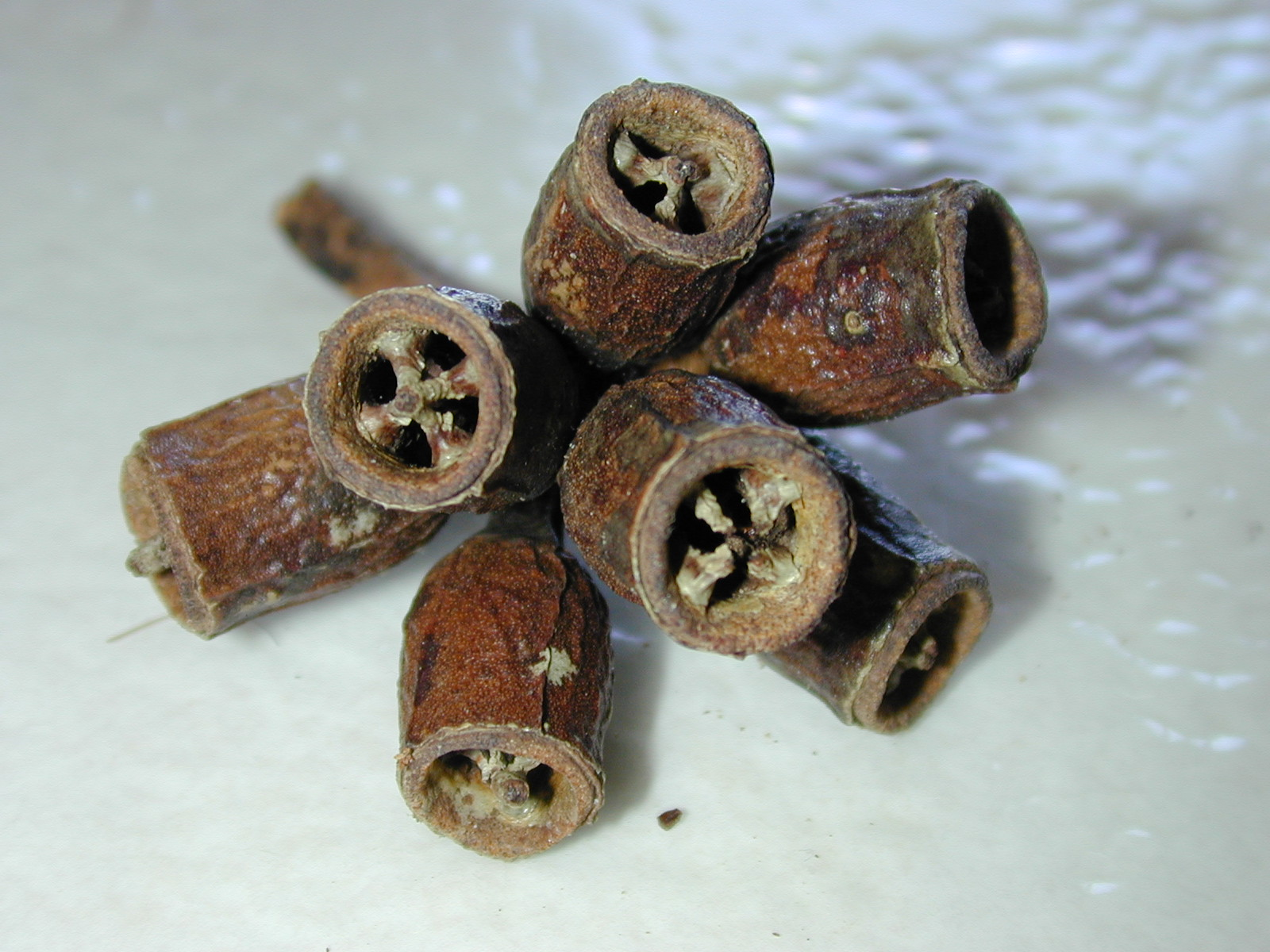
Plody blahovičníku Eucalyptus robusta
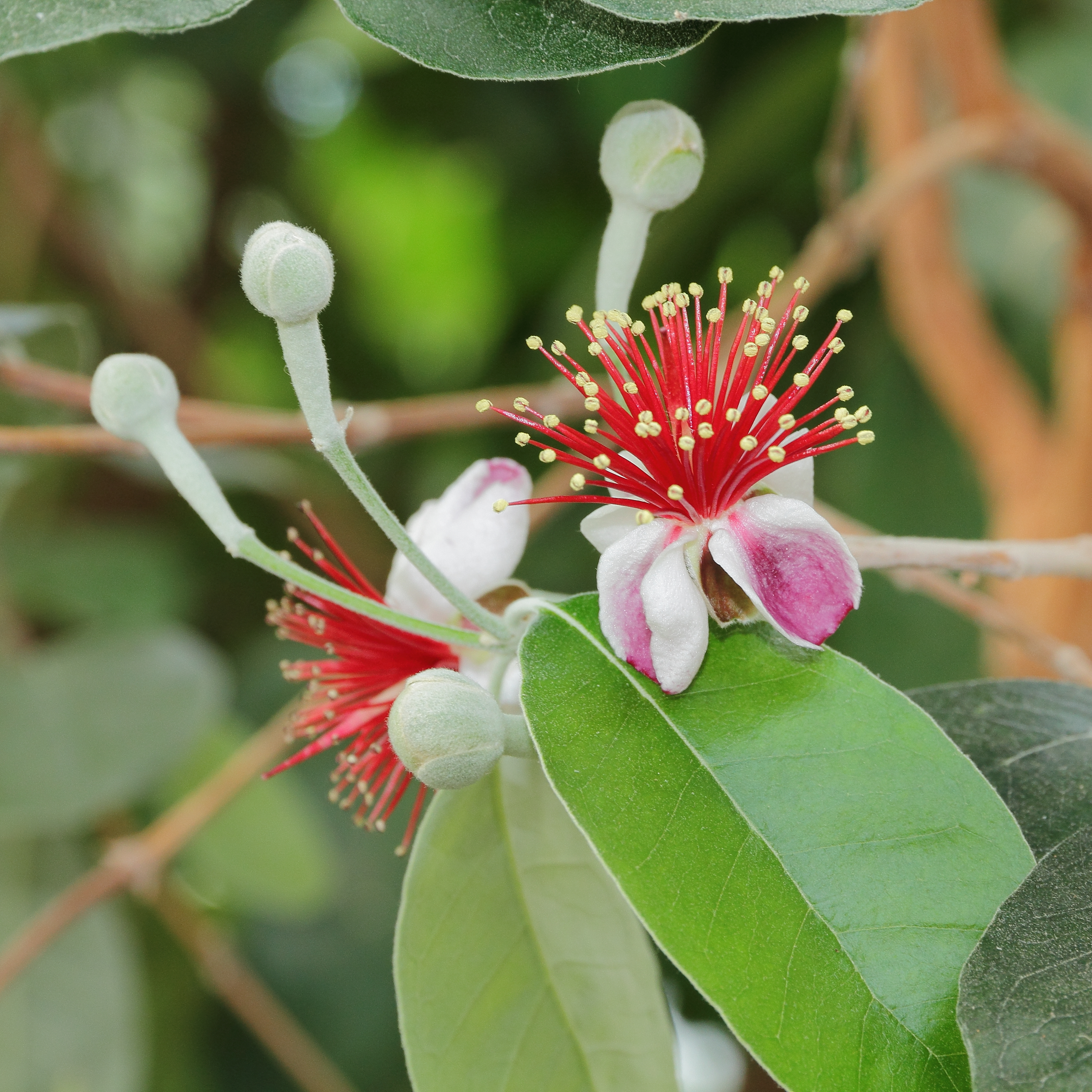
Kvetoucí aka jedlá (Acca sellowiana)

## Rozšíření

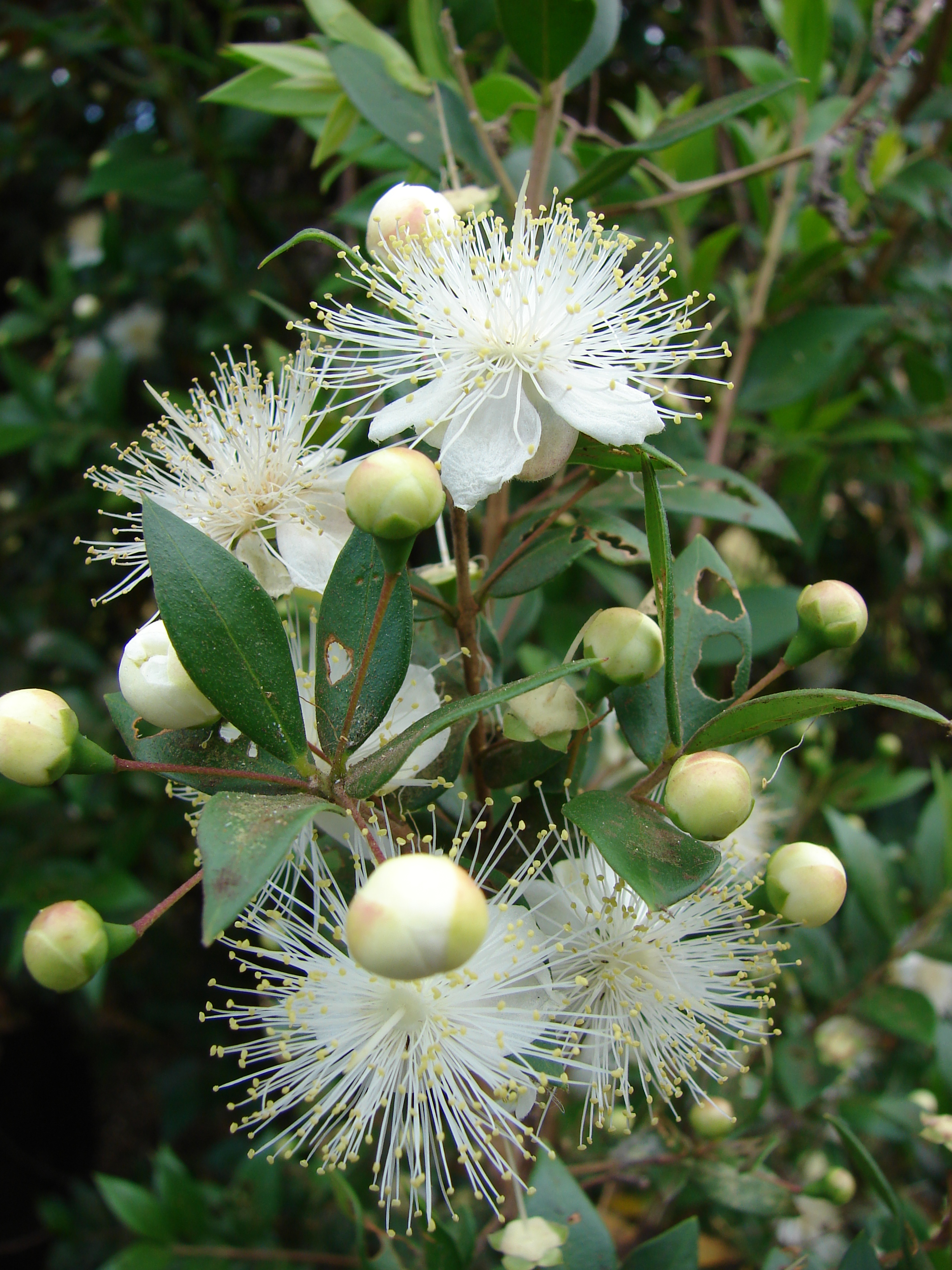
Myrta obecná (Myrtus communis)

Čeleď myrtovité zahrnuje přes 4600 druhů ve 131 rodech. Počet druhů v jednotlivých rodech záleží na taxonomickém pojetí.
Jako největší rody jsou uváděny Eugenia a Syzygium (přes 1000 druhů).
Myrtovité jsou rozšířeny v tropech a subtropech celého světa. Centra největší druhové diversity jsou v tropické Americe a v Austrálii. V chladných oblastech severní polokoule není čeleď zastoupena. V Evropě je původní jediný druh, myrta obecná (Myrtus communis), rostoucí ve Středomoří.
Myrtovité se vyskytují na nejrůznějších typech pozemních biotopů s výjimkou velmi suchých oblastí.

## Ekologické interakce
Květy myrtovitých bývají vonné a jsou opylovány různým hmyzem, ptáky nebo drobnými savci hledajícími většinou nektar. U mnohých zástupců přebírají funkci koruny nápadné, často pestře zbarvené tyčinky. Semena z dužnatých plodů jsou šířena ptáky a savci vyhledávajícími bobule, zatímco drobná semena z tobolek jsou šířena zpravidla větrem nebo vodou.

## Zajímavosti
Některé druhy australských blahovičníků patří mezi nejvyšší stromy na Zemi. Za nejvyšší druh je považován Eucalyptus regnans, dorůstají výšky až přes 100 metrů.

## Taxonomie
Myrtovité jsou jasně vymezenou čeledí, naproti tomu pojetí rodů a zařazení velkého počtu druhů je problematické, neustálené a má složitou historii a velké množství synonym. Tradičně byly rody vymezeny morfologií kalichu a charakterem češule, tyto znaky se však ukazují jako dosti pohyblivé a použitelné spíše na druhové než rodové úrovni.
V současné taxonomii je čeleď Myrtaceae klasifikována v širším pojetí a je členěna na 2 podčeledi. Podčeleď Psiloxyloideae obsahuje pouze 2 rody ve 2 tribech. Tribus Heteropyxideae obsahuje jihoafrický rod Heteropyxis se 3 druhy, tribus Psiloxyleae zahrnuje jediný druh, Psiloxylon mauritianum, pocházející z Maskarénských ostrovů. V prvních verzích systému APG (APG I z r. 1998, APG II, 2003) byly oba rody řazeny do samostatných čeledí Heteropyxidaceae a Psiloxylaceae, podobně jako v některých tradičních systémech (např. Dahlgren, Tachtadžjan). V myrtovitých se objevily až v systému APG III z r. 2009.
Podčeleď Myrtoideae zahrnuje drtivou většinu zástupců čeledi. Je dále členěna do systému celkem 15 tribů.
Tradiční členění na podčeledi Leptospermoideae a Myrtoideae se ukázalo jako nepřirozené.
Nejblíže příbuznou větví je čeleď Vochysiaceae.

## Zástupci
- agonidka (Agonis)
- aka (Acca)
- bekea (Baeckea)
- balmín (Leptospermum)
- blahovičník (Eucalyptus)
- čepičnice (Calyptranthes)
- darwinie (Darwinia)
- eugenie (Eugenia)
- hřebíčkovec (Syzygium)
- kajeput (Melaleuca)
- korymbie (Corymbia)
- Kunzea
- lofostemon (Lophostemon)
- myrciarie (Myrciaria)
- myrcie (Myrcia)
- myrta (Myrtus)
- myrtovka (Myrrhinium)
- opuč (Chamelaucium)
- osbornie (Osbornia)
- pimentovník (Pimenta)
- plstěnec (Pileanthus)
- psidium (Psidium), též kvajava
- štětkovec (Callistemon)
- štětkoveček (Calothamnus)
- tristánie (Tristania)
- vertikordie (Verticordia)
- vlasokub (Calytrix)
- železnec (Metrosideros)[4]

## Význam
Celá řada druhů myrtovitých má jedlé plody. Jako ovoce je v tropech pěstována především kvajáva (Psidium guajava) a fejchoa (Acca sellowiana).
Lokální význam mají plody mnohých dalších druhů z rodů Campomanesia, eugenie (Eugenia), myrcie (Myrcia), myrciarie (Myrciaria), psidium (Psidium), pocházejících vesměs z tropické Ameriky, a také afrických a asijských druhů rodu hřebíčkovec (Syzygium).
Známé koření hřebíček jsou sušená nerozvinutá poupata hřebíčkovce vonného (Syzygium aromaticum), pocházejícího z Moluckých ostrovů. Ze Střední Ameriky pochází pimentovník pravý (Pimenta dioica), poskytující nové koření.
Z různých druhů myrtovitých jsou získávány silice používané při výrobě parfémů a jako antiseptikum, např. z některých druhů blahovičníku, z australské korymbie Corymbia citriodora a jihoamerického pimentovníku Pimenta racemosa. Z australského druhu kajeput střídavolistý (Melaleuca alternifolia) je získáván tzv. tea tree olej, používaný mj. jako účinné antiseptikum.
Blahovičníky (Eucalyptus) rychle rostou a patří mezi komerčně významné dřeviny. Jsou pěstovány v klimaticky příhodných oblastech celého světa. Kůra některých druhů blahovičníků je velmi bohatá na třísloviny, např. australský Eucalyptus astringens jich obsahuje až 50%. Novozélandský železnec ztepilý (Metrosideros excelsa) je znám jako 'železné dřevo'.
Mnohé druhy zejména z rodů blahovičník (Eucalyptus), kajeput (Melaleuca), štětkovec (Callistemon), balmín (Leptospermum) a Rhodomyrtus jsou pěstovány v teplých krajích jako okrasné dřeviny. Myrta obecná (Myrtus communis) je občas pěstována jako pokojová nebo hrnková rostlina.

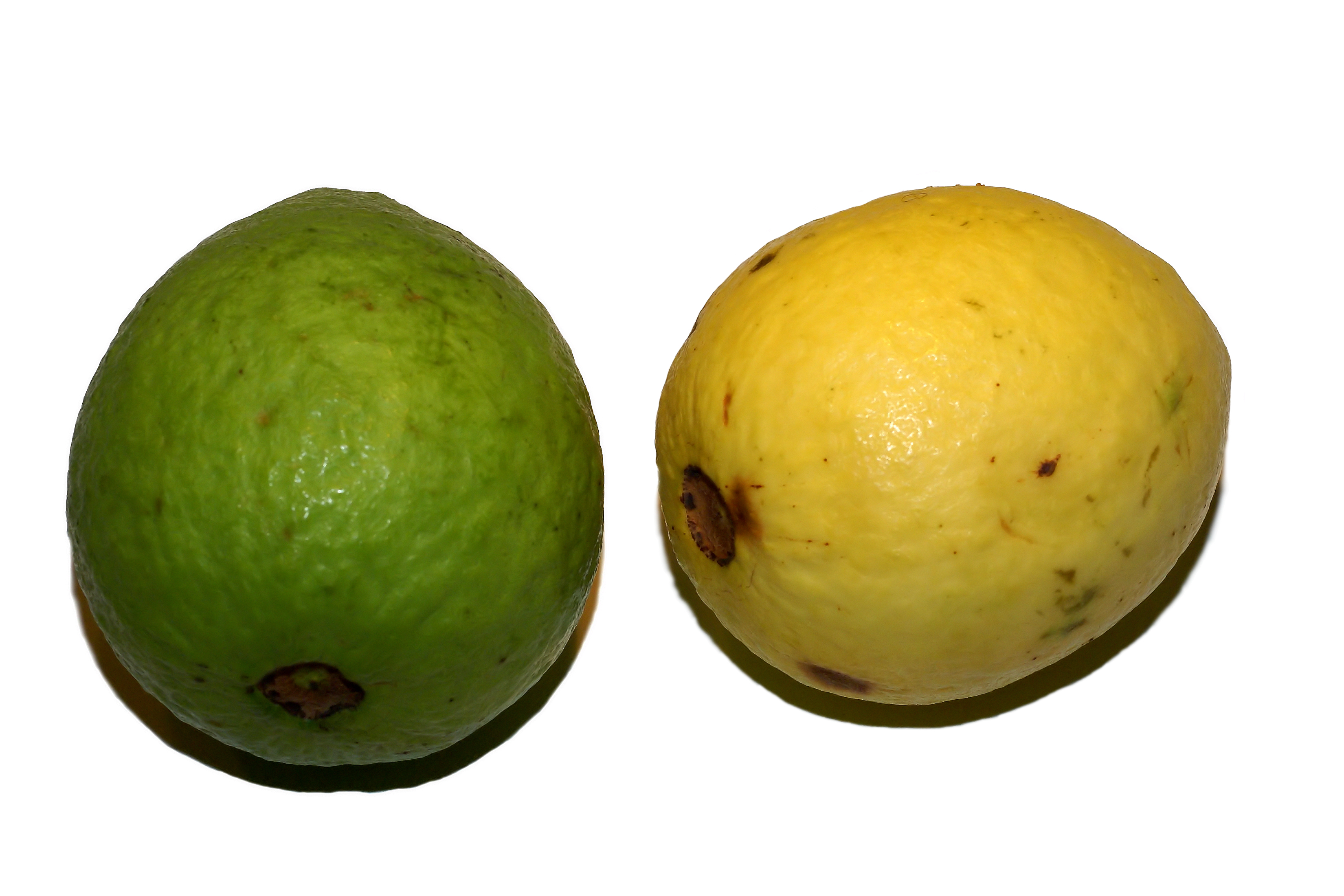
Kvajáva (plody Psidium guajava)
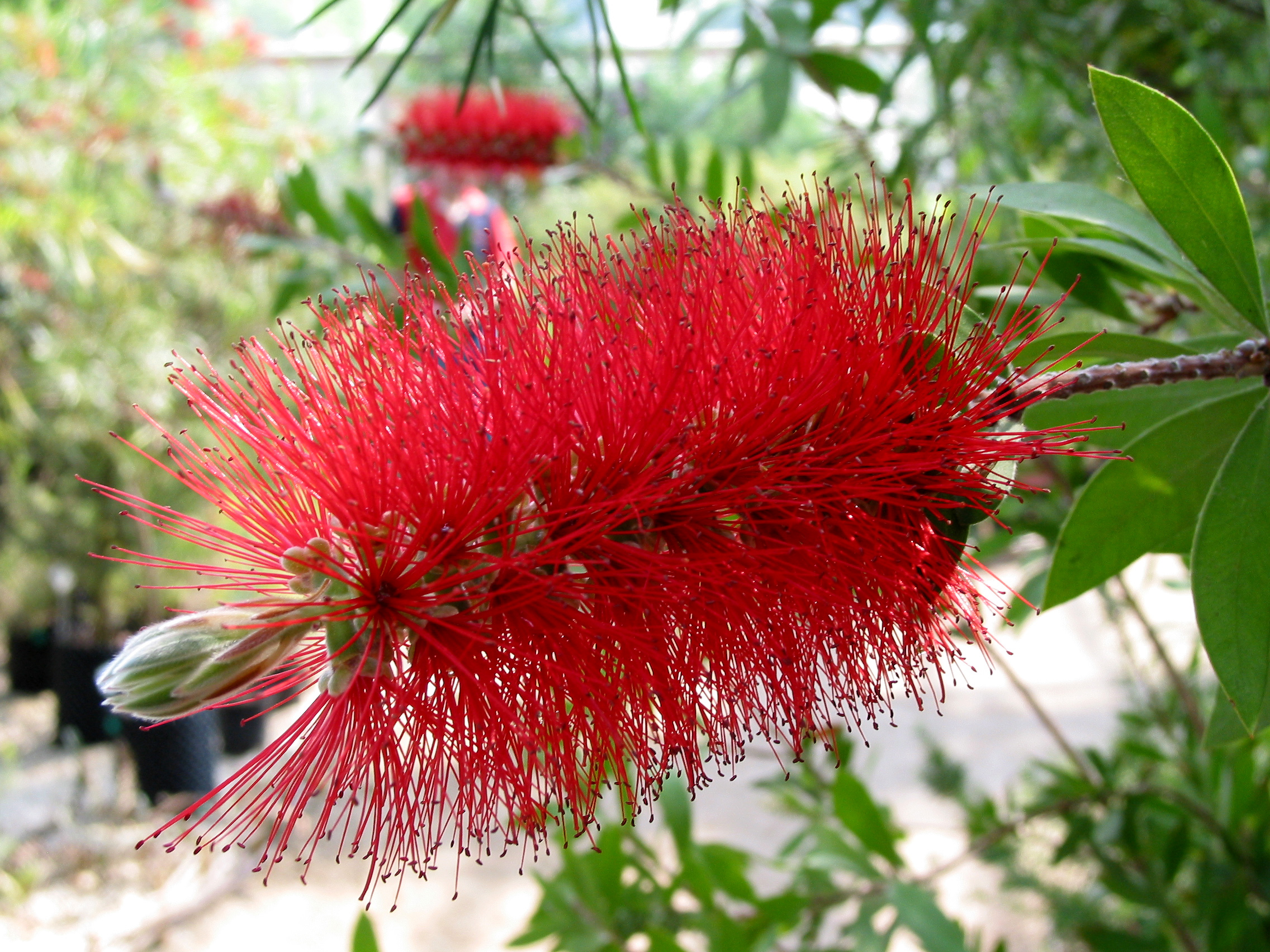
Kvetoucí štětkovec Callistemon citrinus
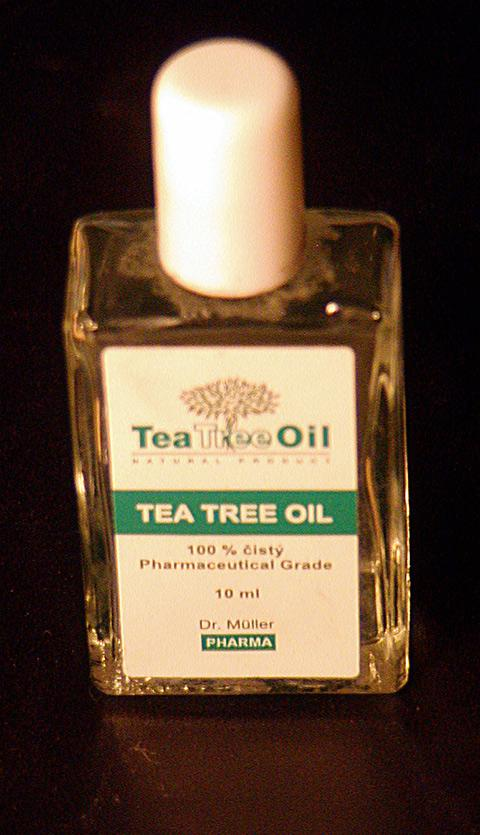
Tea tree olej z kajeputu střídavolistého (Melaleuca alternifolia)
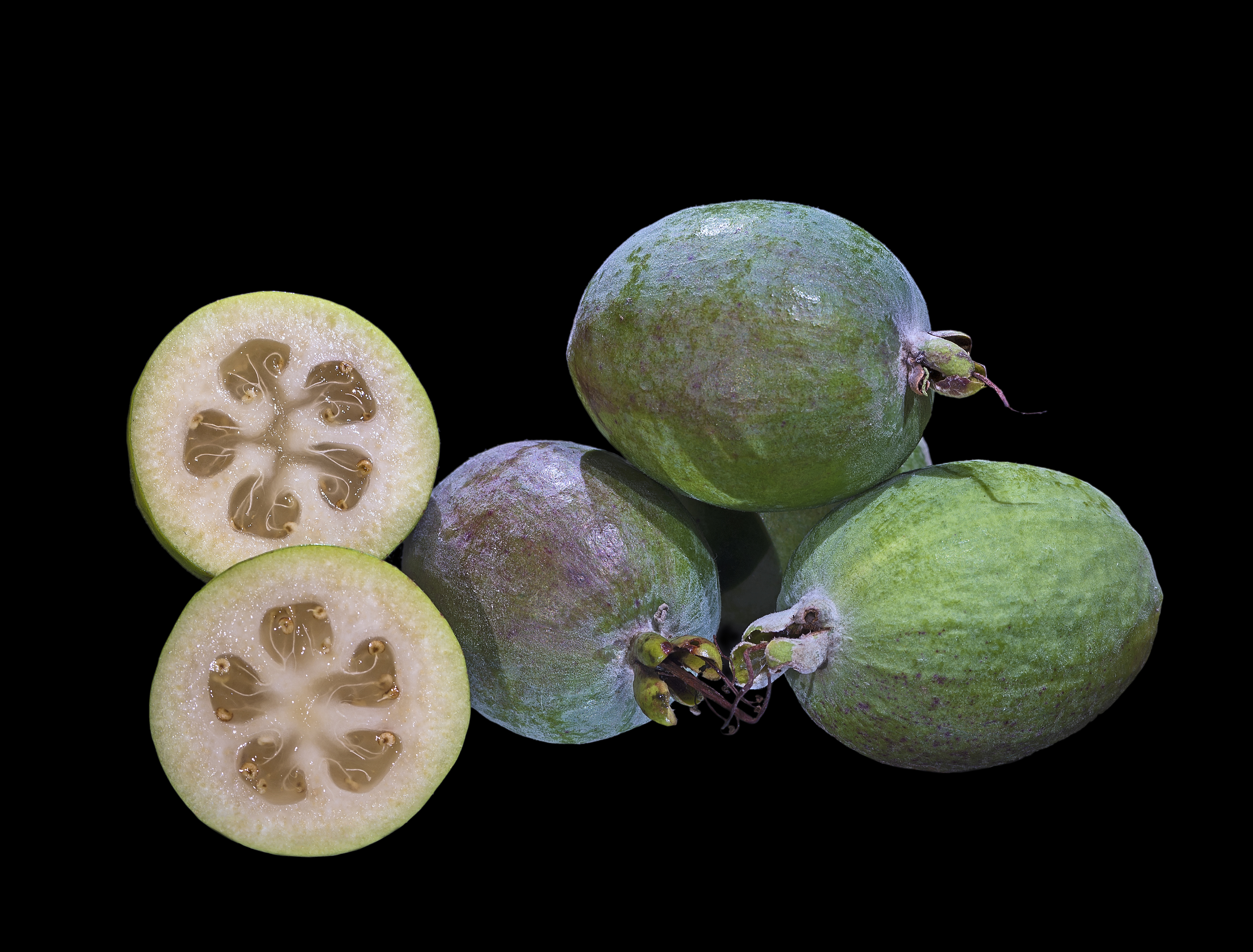
Fejchoa, plod aky jedlé
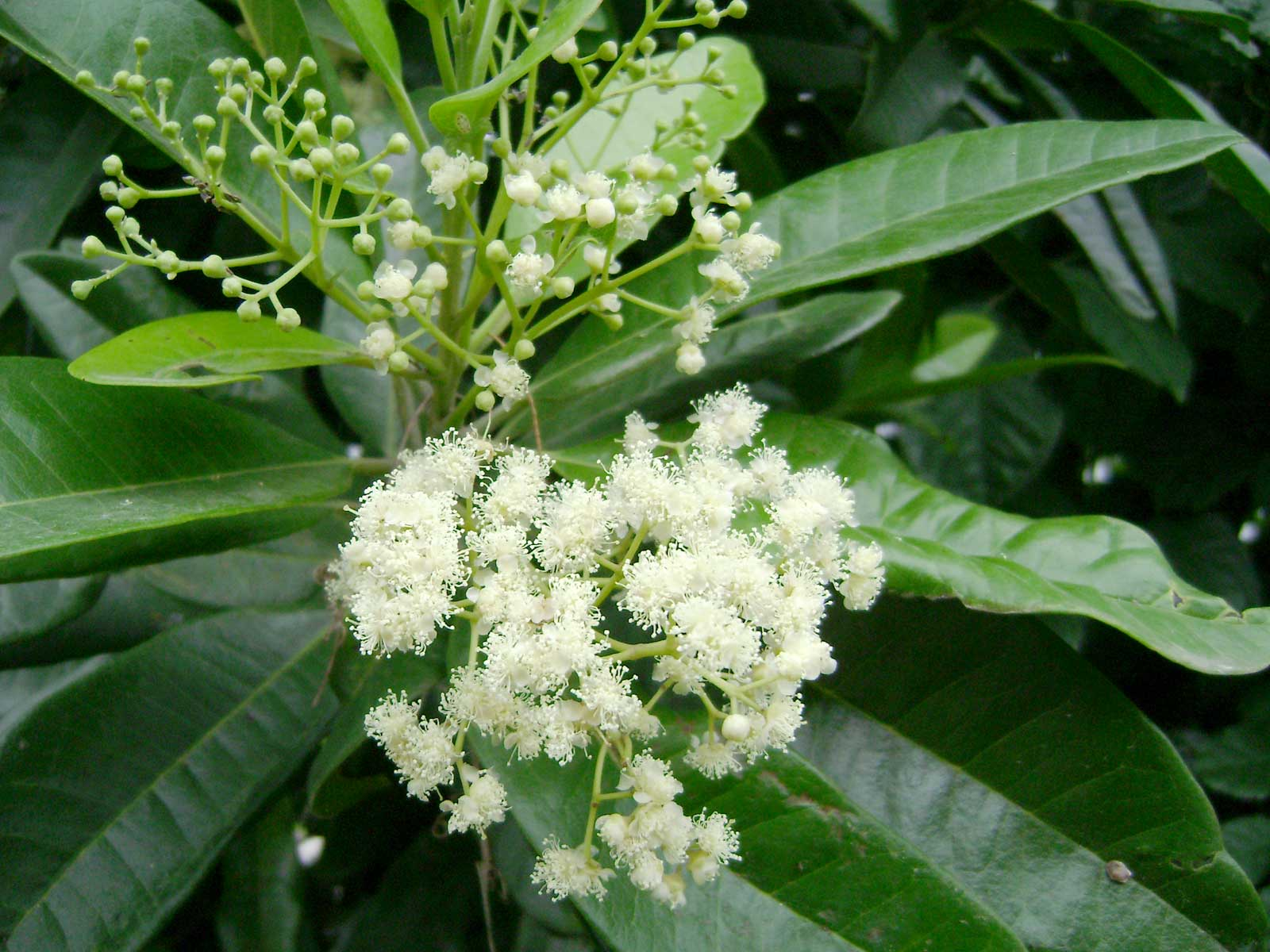
Kvetoucí pimentovník pravý (Pimenta dioica)
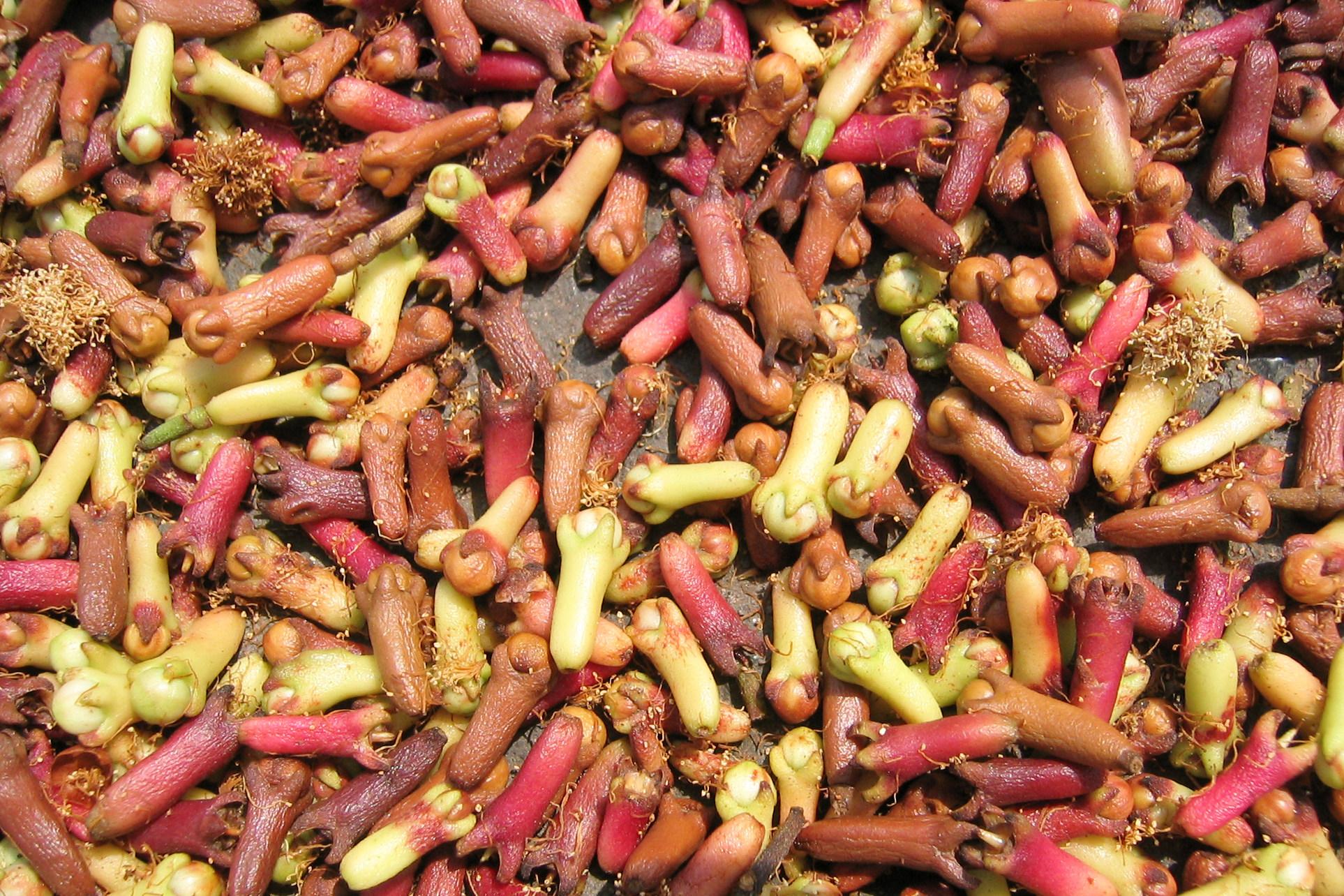
Sušící se poupata hřebíčkovce vonného (Syzygium aromaticum)

## Přehled rodů
Acca,
Accara,
Actinodium,
Agonis,
Algrizea,
Allosyncarpia,
Aluta,
Amomyrtella,
Amomyrtus,
Angophora,
Archirhodomyrtus,
Arillastrum,
Astartea,
Asteromyrtus,
Astus,
Austromyrtus,
Babingtonia,
Backhousia,
Baeckea,
Balaustion,
Barongia,
Basisperma,
Blepharocalyx,
Callistemon,
Calycolpus,
Calycorectes,
Calyptranthes,
Calyptrogenia,
Calytrix,
Campomanesia,
Chamaelaucium,
Chamguava,
Cheyniana,
Cloezia,
Corymbia,
Corynanthera,
Curitiba,
Darwinia,
Decaspermum,
Enekbatus,
Ericomyrtus,
Eucalyptopsis,
Eucalyptus,
Eugenia,
Euryomyrtus,
Gossia,
Harmogia,
Heteropyxis,
Homalocalyx,
Homalospermum,
Homoranthus,
Hottea,
Hypocalymma,
Hysterobaeckea,
Kanakomyrtus,
Kania,
Kardomia,
Kjellbergiodendron,
Kunzea,
Legrandia,
Lenwebbia,
Leptospermum,
Lindsayomyrtus,
Lithomyrtus,
Lophomyrtus,
Lophostemon,
Luma,
Lysicarpus,
Malleostemon,
Marlierea,
Melaleuca,
Meteoromyrtus,
Metrosideros,
Micromyrtus,
Mitranthes,
Mitrantia,
Mosiera,
Myrceugenia,
Myrcia,
Myrcianthes,
Myrciaria,
Myrrhinium,
Myrtastrum,
Myrtella,
Myrteola,
Myrtus,
Neofabricia,
Neomitranthes,
Neomyrtus,
Ochrosperma,
Octamyrtus,
Osbornia,
Oxymyrrhine,
Pericalymma,
Pileanthus,
Pilidiostigma,
Pimenta,
Pleurocalyptus,
Plinia,
Pseudanamomis,
Psidium,
Psiloxylon,
Purpureostemon,
Rhodamnia,
Rhodomyrtus,
Rinzia,
Ristantia,
Sannantha,
Scholtzia,
Seorsus,
Siphoneugena,
Sphaerantia,
Stenostegia,
Stereocaryum,
Stockwellia,
Syncarpia,
Syzygium,
Taxandria,
Tepualia,
Thaleropia,
Thryptomene,
Triplarina,
Tristania,
Tristaniopsis,
Ugni,
Uromyrtus,
Verticordia,
Welchiodendron,
Whiteodendron,
Xanthomyrtus,
Xanthostemon